# Lyckliga barn, som ha Gud till sin far
Lyckliga barn, som ha Gud till sin far är en sångtext med fyra 4-radiga verser.  Författare och kompositör till text och melodi är okända, liksom när sången publicerades första gången. För denna och de övriga barnsångerna valde utgivaren Emil Gustafson att inte knyta något specifikt bibelcitat, som för övriga psalmer i Hjärtesånger. Sångtexten är inte omnämnd i Oscar Lövgrens Psalm- och sånglexikon (1964).

## Publicerad i
- Herde-Rösten 1892 som nr 133 under rubriken "Barnsånger"
- Hjärtesånger 1895 som nr 251 under rubriken "Barnsånger" med titeln "Lyckliga barn".